# Thérésien Cadet
Pour les articles homonymes, voir Cadet.

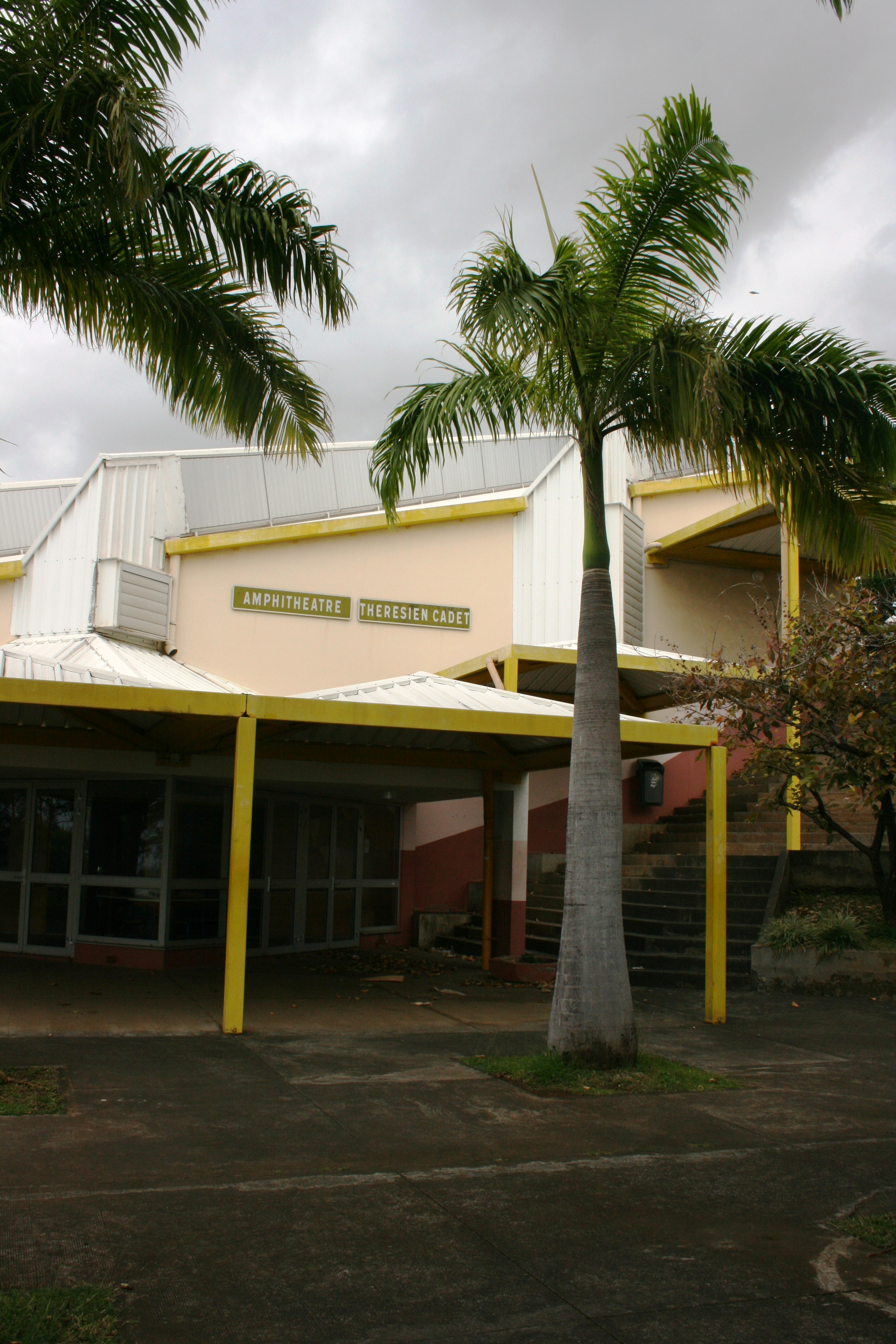
L'amphithéâtre Thérésien Cadet sur le campus du Moufia, à La Réunion.

Thérésien Cadet est un botaniste réunionnais né le 21 juin 1937 au Tévelave dans les Hauts de la commune des Avirons et mort le 2 février 1987.
Il fut professeur de biologie végétale à l'université de La Réunion, spécialiste et théoricien des formations végétales des îles Mascareignes. Il est l'un des auteurs principaux de la Flore des Mascareignes.

## Biographie
Thérésien Cadet est issu d'une modeste famille de milieu rural. Élève brillant remarqué par ses professeurs, il quitte pour la première fois son île natale après son baccalauréat obtenu en biologie en 1956 et entre en classe préparatoire scientifique au lycée Chaptal de Paris.
Il réussit le concours de l'institut de préparation aux enseignements de second degré et poursuit ses études à la Faculté des sciences biologique de Paris en tant qu'élève-professeur. C'est au cours de ses études parisiennes qu'il se pique de passion pour la botanique. Il obtient en 1961 l'agrégation de sciences naturelles (9e de sa promotion).
De retour dans son île, il enseigne à l'École normale et crée le Laboratoire de sciences naturelles, participant au démarrage de l'enseignement scientifique universitaire à La Réunion.
Par ailleurs, il se rend dans les îles de l'océan Indien ainsi qu'au Kenya pour mener des prospections botaniques comparatives. Mais surtout il parcourt inlassablement le terrain à La Réunion où il herborise, collecte échantillons de plantes et témoignages, observe les différents milieux naturels et leur fonctionnement. Il entreprend ainsi de constituer à neuf un herbier auquel il contribue souvent seul et apporte personnellement plus de 7 000 échantillons, l'herbier universitaire de La Réunion.
En 1963, il assure l'intérim du conservateur du Muséum d'histoire naturelle de La Réunion. En 1966, il rejoint le tout nouveau Centre d'enseignement supérieur scientifique de La Réunion où il crée le laboratoire de biologie végétale.
Il entretient des correspondances et communique des échantillons à de nombreux correspondants scientifiques dont notamment les Jardins botaniques royaux de Kew et le Muséum national d'histoire naturelle de Paris. Avec le soutien de ces derniers et avec celui de l'ORSTOM et d'un institut d'agronomie mauricien, il débute la rédaction de la vaste œuvre collective de la Flore des Mascareignes, appelée à combler une longue attente car le précédent ouvrage de référence, la Flore de l’île de La Réunion de Jacob de Cordemoy, avait été publié près de quatre-vingts ans plus tôt.
En 1969, il consacre une partie de ses recherches aux végétaux de France autochtones ou introduits dans les hauts de La Réunion, avec pour terrain de recherche le cirque de Cilaos. Ce dernier offre un climat tempéré, en comparaison avec le littoral de l'île.
Parallèlement, la préparation de sa thèse La végétation de l'île de La Réunion l'amène à une réflexion plus axée sur l'écologie et la phytosociologie. Il s'attache en particulier à décrire les différents habitats naturels de l'île de La Réunion, à comprendre leur fonctionnement et à resituer les dynamiques de la végétation dans le contexte d'une île géologiquement jeune et isolée, souvent remaniée par les phénomènes de volcanisme et d'érosion et soumise à une grande variété de micro-climats. Il délimite et nomme les grandes unités de végétation qui demeurent aujourd'hui les références fondatrices de l'écologie réunionnaise. Sa thèse est soutenue en 1977 et publiée en 1980.
Tout en poursuivant ses travaux d'enseignement, d'herborisation et de rédaction, il s'engage plus avant dans la vie locale et la sensibilisation à la protection de l'environnement. Il publie quelques ouvrages de vulgarisation botanique, apporte son expertise à de nombreux organismes (CAUE, ONF, Conseil économique et social régional, etc.), participe (avec Yves Gomy, Harry Gruchet, Auguste et Christian de Villèle et Paul Nougier) à la fondation de la Société réunionnaise pour l'étude et la protection de la nature (SREPEN). Toujours soucieux de la place et de l'épanouissement de l'homme, conscient de la nécessité des compromis dans l'utilisation des territoires, il n'en défend pas moins avec beaucoup de conviction et d'obstination la préservation des forêts naturelles, soutenant la création de réserves, en particulier la réserve naturelle de la forêt de Mare-Longue à Saint-Philippe.
Il bénéficie au quotidien du soutien précieux de son épouse Janine qui fut aussi son élève et son assistante. C'est elle qui réalise, dans la tradition iconographique scientifique, des aquarelles d'orchidées dont une première série de 66 planches, Les orchidées de La Réunion, a été publiée en 1989. Ses premiers travaux de recherche sur les orchidées sont publiés en 1979 : il fait état du long travail qu'il lui reste à faire sur les espèces de La Réunion. Cette recherche est brutalement interrompue à son décès, huit années plus tard.
Thérésien Cadet décède subitement d'une crise cardiaque le 2 février 1987. À la fin de la même année 1987 paraît son dernier article, à titre posthume, écrit avec Jean Bosser et Joseph Guého, « Nouvelles observations sur des Syzygium (Myrtaceae) des Mascareignes » dans le Bulletin du Muséum National d'histoire naturelle.

## Œuvres
Outre de nombreux articles de botanique et d'écologie relatifs principalement aux Mascareignes et outre sa collaboration majeure à la réalisation de la Flore des Mascareignes, Thérésien Cadet a produit la thèse qui a fondé la compréhension moderne de la végétation de La Réunion :
- La végétation de l'île de La Réunion, étude phytoécologique et phytosociologique, 1977, Doctorat ès Sciences. Aix-Marseille III, Aix-en-Provence, rééditée par imprimerie Cazal, Saint-Denis de La Réunion, 1980[11].

Il a également écrit quelques ouvrages de vulgarisation :
- À la découverte de La Réunion, tome 4, la flore (I), 1980 et tome 5, la flore (II), 1981,
- Fleurs et plantes de La Réunion et de l'île Maurice, 1981 et 1987, éditions du Pacifique,
- Plantes rares ou remarquables des Mascareignes, Agence de coopération culturelle et technique, Paris, 1984.

## Publications sur Thérésien Cadet
- Serge Chesne et Claire Micheneau, Thérésien Cadet, botaniste et écologiste : le scientifique aux pieds nus ..., Saint-Denis (Réunion), Orphie, juin 2007 (ISBN 9782877633871, OCLC 470544807).

## Éponymie
- Angraecum cadetii[12], Orchidaceae
- Costularia cadetii[13], Cyperaceae
- Cynorkis cadetii[14], Orchidaceae
- Dicranopteris cadetii, Gleicheniaceae
- Faujasia cadetiana, Asteraceae
- Pilea cadetii[15], Urticaceae
- Turraea cadetii[16], Meliaceae

## Hommages
En 1987, Jean Bosser donne le nom Angraecum cadetii à une espèce de plante pour l'honorer.
En 2023, l'Université de La Réunion, le Conservatoire Botanique des Mascareignes et l'association Sur les Traces de Thérésien Cadet ont rendu un vibrant hommage à Thérésien Cadet en publiant un ouvrage intitulé "Plantes natives de la Réunion". Ce geste commémoratif célèbre la vie et les contributions exceptionnelles de Thérésien Cadet à la botanique et à la préservation de la biodiversité de l'île de La Réunion.
L'ouvrage "Plantes natives de la Réunion" est le fruit du travail acharné de nombreux chercheurs et botanistes qui ont été inspirés par l'héritage de Thérésien Cadet. Cet ouvrage offre une exploration détaillée de la diversité botanique de l'île, mettant en lumière les espèces endémiques que Thérésien Cadet a contribué à documenter et à protéger.
À travers cette publication, l'association Sur les traces de Thérésien Cadet et le Conservatoire Botanique des Mascareignes ont perpétué la mémoire de Thérésien Cadet et renforce l'engagement envers la préservation de la riche biodiversité de La Réunion. Cette œuvre constitue un hommage durable à un homme dont la passion pour la nature continue d'inspirer les générations futures à protéger et à préserver le patrimoine botanique unique de l'île.

### Association Sur les Traces de Thérésien Cadet
En décembre 2022, l'association « Sur les Traces de Thérésien Cadet » a été fondée pour perpétuer l'héritage de Thérésien Cadet, célèbre botaniste et défenseur de la flore réunionnaise. Son but premier est de mettre en valeur l'arboretum Thérésien Cadet, créé par lui-même en 1970. Cet arboretum abrite une riche diversité de plantes indigènes, dont certaines sont en danger d'extinction. L'association vise à sensibiliser les générations futures à l'importance de préserver la biodiversité locale, en utilisant l'arboretum comme un outil éducatif. Elle accueille toute personne désireuse de suivre les traces de Thérésien Cadet et de contribuer à la préservation de l'environnement de l'île.
En outre, l'association a pour objectif de valoriser le patrimoine naturel de l'île de La Réunion et de promouvoir les travaux scientifiques en écologie et botanique. Elle souhaite mettre en lumière l'interaction entre l'homme et la nature dans la préservation de ce précieux patrimoine. Par ailleurs, l'arboretum est considéré comme un véritable sanctuaire botanique au sein de l’UFR Sciences et Technologie.
Afin de préserver ce patrimoine floristique, le projet VAARB (valorisation arboretum Thérésien Cadet) a été initié par le programme Fac des Sciences en transition et l'association « Sur les Traces de Thérésien Cadet ». Ce projet a pour but de mettre en avant ce lieu unique et de protéger la flore indigène et endémique des Mascareignes.
En complément, l'association organise tout au long de l'année des sorties en forêt ayant pour objectif d'initier les participants à la morphologie botanique, à l'écologie et à l'ethnobotanique. Ces sorties visent à sensibiliser le public à l'importance de la conservation de la biodiversité et à l'interaction entre l'homme et son environnement naturel.

#### Écusson de l'association STTC

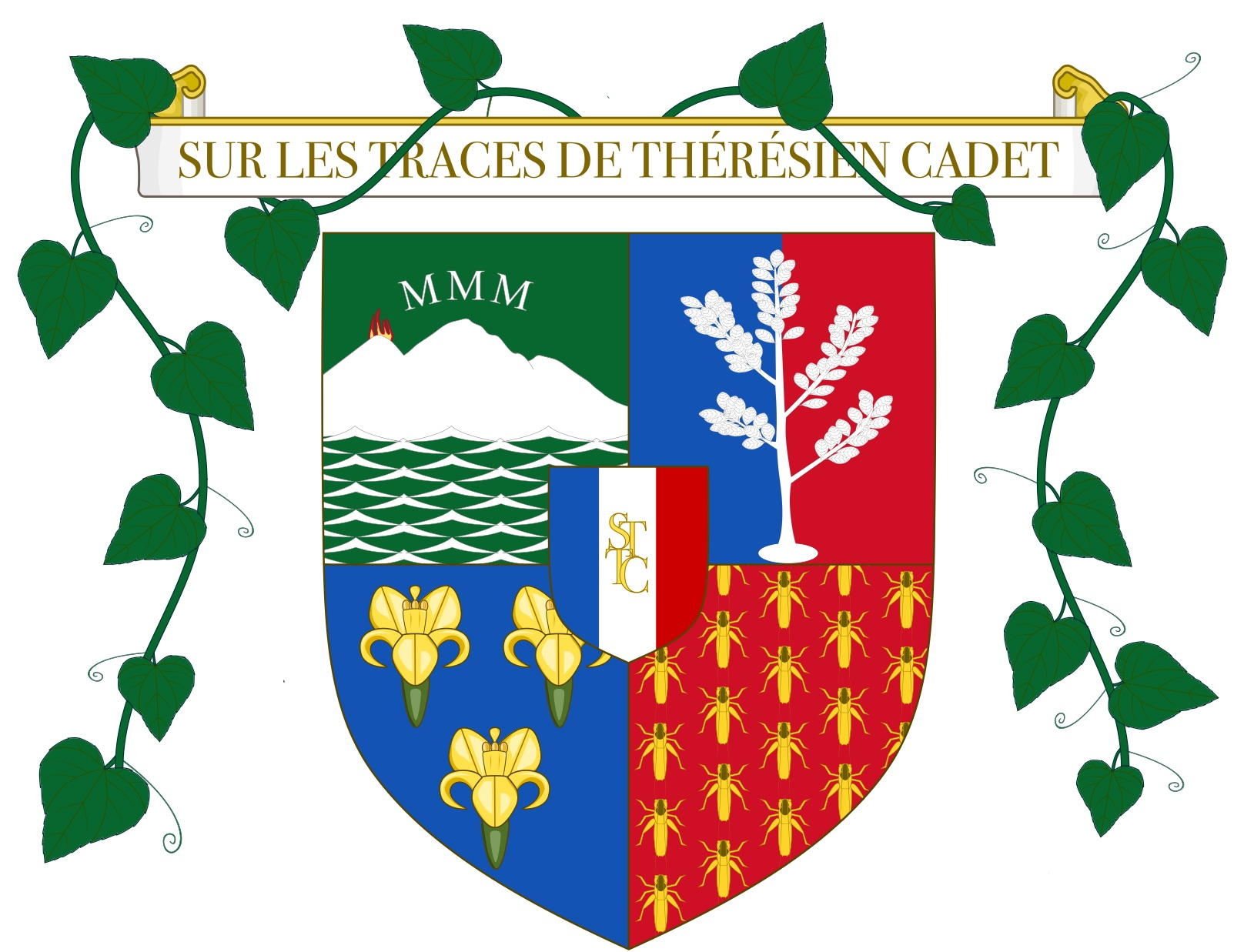
L'écusson de « Sur les Traces de Thérésien Cadet » est bien plus qu'un simple symbole graphique ; il représente l'engagement de l'association à préserver la mémoire de Thérésien Cadet et à continuer son œuvre de protection et de valorisation de la flore réunionnaise.

Les trois montagnes représentent le paysage réunionnais et son volcanisme. Le chiffre « MMM » (3 000 en chiffres romains) indique la hauteur approximative du Piton des Neiges, soit 3 069 mètres.
Le reste du blason représente l'association « Sur les traces de Thérésien Cadet » :
L'arbre symbolise le Turraea cadetii, emblème de l'arboretum Thérésien Cadet, le bois de quivi, plante endémique de La Réunion. Le genre Turraea tire son nom d'A. Turra et l'épithète cadetii est un hommage à Thérésien Cadet, botaniste réunionnais.
Les trois fleurs de Turraea cadetii font référence à la dimension botanique, écologique et géologique de l'association.
Les Glomeremus orchidophilus symbolisent la dimension entomologique et soulignent l'importance des insectes et des animaux dans notre écosystème.
L'écu, au centre, représente le drapeau tricolore français chargé des initiales STTC pour « Sur les Traces de Thérésien Cadet ».
La devise et le nom de l'association « Sur les traces de Thérésien Cadet » complètent cet ensemble symbolique.